# Anna Bondár
Pour les articles homonymes, voir Bondár.
Anna Bondár, née le 27 mai 1997 à Szeghalom, est une joueuse de tennis hongroise, professionnelle depuis 2014.

## Carrière

### 2014-2020: débuts
Classée 15e mondiale chez les juniors, elle est sacrée championne d'Europe en 2015, après avoir battu Jil Teichmann en finale.
Pour sa première saison complète chez les professionnels en 2015, elle remporte cinq tournois sur les circuits secondaires. Sa progression est toutefois entravée par plusieurs blessures au cours des deux années suivantes.

### 2021: top 100 en simple
En juillet 2021, Anna Bondár remporte ses premiers matchs dans un tournoi WTA lors de l'Open de Pologne à Gdynia, où elle atteint les quarts de finale en battant notamment la Slovaque Anna Karolína Schmiedlová. Sur le circuit ITF, elle réalise son meilleur résultat en septembre en s'adjugeant le tournoi de Wiesbaden en simple et en double, puis en atteignant la finale au Neubourg (80 000 $).
En novembre 2021, elle remporte le tournoi WTA 125 de Buenos Aires en battant notamment l'Égyptienne Mayar Sherif en demi-finale et la Française Diane Parry en finale. La semaine suivante, sa victoire dans un tournoi ITF de Santiago lui permet d'intégrer pour la première fois le top 100 du classement mondial.

### 2022: débuts en Grand Chelem et premier titre WTA en double
Au tournoi de Melbourne I, Anna Bondár se qualifie puis élimine Kateřina Siniaková, tête de série no 8, avant de s'incliner au second tour face à Anastasia Potapova.
Elle participe pour la première fois au tableau final d'un tournoi du Grand Chelem à l'Open d'Australie, où elle perd dès le premier tour contre Anastasia Pavlyuchenkova.
En juillet, elle remporte son premier titre WTA en double au tournoi de Palerme, associée à la Belge Kimberley Zimmermann. En septembre, elle ajoute à son palmarès de double le tournoi WTA 125 de Budapest, à nouveau avec Kimberley Zimmermann comme partenaire.

### 2023: premier tour passé en Grand Chelem et nouveau titre en double
Lors de l'Open d'Australie, elle passe le premier tour en battant la Roumaine Ana Bogdan mais échoue au tour suivant face à la Lettone Jeļena Ostapenko.
En juillet, elle s'adjuge un deuxième titre WTA en double à Lausanne au côté de la Française Diane Parry. En septembre, elle atteint la finale en double au tournoi WTA 125 de Parme au côté de Kimberley Zimmermann.

### 2025: 1èrefinale à Hambourg
Elle joue sa première finale en simple à Hambourg en WTA 250 en juillet, étant tenante du titre et écartant facilement l'Autrichienne Sinja Kraus (6-3, 6-2) mais étant mis en sérieuse difficulté lors de chacun de ses matchs contre la jeune invitée Noma Noha Akugue (6-4, 3-6, 7-6), la tête de série numéro une Ekaterina Alexandrova (6-7, 6-3, 7-6) et la Slovène Kaja Juvan (5-7, 6-3, 6-4). Rencontrant la Français Loïs Boisson, récente demi-finaliste surprise à Roland Garros et qui dispute comme elle sa première finale en carrière en simple, elle s'incline malgré un bon début de match (5-7, 3-6).

## Palmarès

### Titre en simple dames
Aucun

### Finale en simple dames
| No | Date       | Nom et lieu du tournoi            | Catégorie | Dotation  | Surface      | Vainqueure   | Score    |          |
| -- | ---------- | --------------------------------- | --------- | --------- | ------------ | ------------ | -------- | -------- |
| 1  | 14-07-2025 | MSC Hamburg Ladies Open, Hambourg | WTA 250   | 275 094 $ | Terre (ext.) | Loïs Boisson | 7-5, 6-3 | Parcours |

### Titres en double dames
| No | Date       | Nom et lieu du tournoi          | Catégorie | Dotation  | Surface      | Partenaire           | Finalistes                    | Score    |          |
| -- | ---------- | ------------------------------- | --------- | --------- | ------------ | -------------------- | ----------------------------- | -------- | -------- |
| 1  | 18-07-2022 | 33° Palermo Ladies Open Palerme | WTA 250   | 251 750 $ | Terre (ext.) | Kimberley Zimmermann | Amina Anshba Panna Udvardy    | 6-3, 6-2 | Parcours |
| 2  | 24-07-2023 | Ladies Open Lausanne Lausanne   | WTA 250   | 259 303 $ | Terre (ext.) | Diane Parry          | Amina Anshba Anastasia Dețiuc | 6-2, 6-1 | Parcours |

### Finales en double dames
| No | Date       | Nom et lieu du tournoi           | Catégorie | Dotation  | Surface      | Vainqueures                      | Partenaire        | Score             |          |
| -- | ---------- | -------------------------------- | --------- | --------- | ------------ | -------------------------------- | ----------------- | ----------------- | -------- |
| 1  | 01-04-2024 | Copa Colsanitas Zurich Bogota    | WTA 250   | 267 082 $ | Terre (ext.) | Cristina Bucșa Kamilla Rakhimova | Irina Khromacheva | 7-65, 3-6, [10-8] | Parcours |
| 2  | 14-07-2025 | MSC Hamburg Ladies Open Hambourg | WTA 250   | 275 094 $ | Terre (ext.) | Nadiia Kichenok Makoto Ninomiya  | Arantxa Rus       | 6-4, 3-6, [11-9]  | Parcours |

### Titres en simple en WTA 125
| No | Date       | Nom et lieu du tournoi            | Catégorie | Dotation  | Surface      | Finaliste   | Score    |          |
| -- | ---------- | --------------------------------- | --------- | --------- | ------------ | ----------- | -------- | -------- |
| 1  | 01-11-2021 | Argentina Open, Buenos Aires      | WTA 125   | 115 000 $ | Terre (ext.) | Diane Parry | 6-3, 6-3 | Parcours |
| 2  | 04-08-2024 | ECE Ladies Hamburg Open, Hambourg | WTA 125   | 115 000 $ | Terre (ext.) | Arantxa Rus | 6-4, 6-2 | Parcours |

### Finale en simple en WTA 125
| No | Date       | Nom et lieu du tournoi  | Catégorie | Dotation  | Surface      | Vainqueure  | Score          |          |
| -- | ---------- | ----------------------- | --------- | --------- | ------------ | ----------- | -------------- | -------- |
| 1  | 02-06-2025 | Open delle Puglie, Bari | WTA 125   | 115 000 $ | Terre (ext.) | Anca Todoni | 64-7, 6-4, 6-4 | Parcours |

### Titres en double en WTA 125
| No | Date       | Nom et lieu du tournoi              | Catégorie | Dotation  | Surface      | Partenaire           | Finalistes                       | Score            |          |
| -- | ---------- | ----------------------------------- | --------- | --------- | ------------ | -------------------- | -------------------------------- | ---------------- | -------- |
| 1  | 19-09-2022 | Budapest Open 125 Budapest          | WTA 125   | 115 000 $ | Terre (ext.) | Kimberley Zimmermann | Jesika Malečková Renata Voráčová | 6-3, 2-6, [10-5] | Parcours |
| 2  | 25-03-2024 | San Luis Potosí 125 San Luis Potosí | WTA 125   | 115 000 $ | Terre (ext.) | Tamara Zidanšek      | Laura Pigossi Katarzyna Piter    | Forfait          | Parcours |
| 3  | 04-08-2024 | ECE Ladies Hamburg Open Hambourg    | WTA 125   | 115 000 $ | Terre (ext.) | Kimberley Zimmermann | Arantxa Rus Nina Stojanović      | 5-7, 6-3, [11-9] | Parcours |
| 4  | 31-03-2025 | Megasaray Hotels Open 3 Antalya     | WTA 125   | 115 000 $ | Terre (ext.) | Simona Waltert       | Alicia Barnett Elixane Lechemia  | 7-5, 2-6, [10-6] | Parcours |

### Finales en double en WTA 125
| No | Date       | Nom et lieu du tournoi          | Catégorie | Dotation  | Surface      | Vainqueures                        | Partenaire           | Score     |          |
| -- | ---------- | ------------------------------- | --------- | --------- | ------------ | ---------------------------------- | -------------------- | --------- | -------- |
| 1  | 18-09-2023 | Parma Ladies Open Parme         | WTA 125   | 115 000 $ | Terre (ext.) | Dalila Jakupović Irina Khromacheva | Kimberley Zimmermann | 6-2, 6-3  | Parcours |
| 2  | 09-10-2023 | Open de Rouen Capfinances Rouen | WTA 125   | 115 000 $ | Dur (int.)   | Maia Lumsden Jessika Ponchet       | Kimberley Zimmermann | 6-3, 7-64 | Parcours |

## Parcours en Grand Chelem

### En simple dames
| Année | Open d'Australie | Open d'Australie   | Internationaux de France | Internationaux de France | Wimbledon       | Wimbledon           | US Open         | US Open           |
| ----- | ---------------- | ------------------ | ------------------------ | ------------------------ | --------------- | ------------------- | --------------- | ----------------- |
| 2019  | —                | —                  | —                        | —                        | Q1              | Ekaterine Gorgodze  | Q1              | Hailey Baptiste   |
| 2020  | Q1               | Barbora Krejčíková | —                        | —                        | Annulé          | Annulé              | —               | —                 |
| 2021  | —                | —                  | —                        | —                        | Q1              | Aleksandra Krunić   | Q2              | Océane Dodin      |
| 2022  | 1er tour (1/64)  | A. Pavlyuchenkova  | 1er tour (1/64)          | Petra Kvitová            | 1er tour (1/64) | Anhelina Kalinina   | 1er tour (1/64) | Camila Giorgi     |
| 2023  | 2e tour (1/32)   | Jeļena Ostapenko   | 1er tour (1/64)          | I-C. Begu                | 1er tour (1/64) | Bianca Andreescu    | Q2              | Elizabeth Mandlik |
| 2024  | Q3               | Alina Korneeva     | Q1                       | Anastasia Zakharova      | Q1              | Yulia Starodubtseva | 2e tour (1/32)  | Anna Kalinskaya   |
| 2025  | 1er tour (1/64)  | Wang Yafan         | 2e tour (1/32)           | Elina Svitolina          | 1er tour (1/64) | Elina Svitolina     |                 |                   |

N.B. : à droite du résultat se trouve le nom de l'ultime adversaire.

### En double dames
| 2022 | 1er tour (1/32) O. Kalashnikova \|\| style="text-align:left;" \| A. Danilina B. Haddad Maia | 1/4 de finale G. Minnen \|\| style="text-align:left;" \| C. Gauff J. Pegula         | 1er tour (1/32) G. Minnen \|\| style="text-align:left;" \| E. Mertens Z. Shuai         | 2e tour (1/16) G. Minnen \|\| style="text-align:left;" \| L. Kichenok J. Ostapenko   |                                                                                |
| 2023 | 2e tour (1/16) G. Minnen \|\| style="text-align:left;" \| V. Golubic M. Niculescu           | 1/4 de finale G. Minnen \|\| style="text-align:left;" \| C. Gauff J. Pegula         | 1/8 de finale G. Minnen \|\| style="text-align:left;" \| M. Bouzková S. Sorribes Tormo | 1er tour (1/32) T. Babos \|\| style="text-align:left;" \| V. Azarenka B. Haddad Maia |                                                                                |
| 2024 | 2e tour (1/16) T. Babos \|\| style="text-align:left;" \| C. Garcia K. Mladenovic            | 1er tour (1/32) G. Minnen \|\| style="text-align:left;" \| U. Eikeri I. Neel        | —                                                                                      | —                                                                                    | 1er tour (1/32) C. Burel \|\| style="text-align:left;" \| Jiang X. M. Ninomiya |
| 2025 | 1er tour (1/32) M. Uchijima \|\| style="text-align:left;" \| E. Cocciaretto L. Samsonova    | 1er tour (1/32) G. Minnen \|\| style="text-align:left;" \| Hsieh S.-w. J. Ostapenko | 1er tour (1/32) M. Uchijima \|\| style="text-align:left;" \| T. Townsend K. Siniaková  |                                                                                      |                                                                                |

N.B. : le nom de la partenaire se trouve sous le résultat ; les noms des ultimes adversaires se trouvent à droite.

## Parcours en WTA 1000
Les tournois WTA « Premier Mandatory » et « Premier 5 » (entre 2009 et 2020) et WTA 1000 (à partir de 2021) constituent les catégories d'épreuves les plus prestigieuses, après les quatre levées du Grand Chelem. 

De 2009 à 2023, les tournois Premier Mandatory (dits tournois WTA 1000 obligatoires entre 2021 et 2023) regroupent Indian Wells, Miami, Madrid et Pékin, les autres constituant les tournois Premier 5 (tournois WTA 1000 non-obligatoires). À partir de 2024, le nombre de tournois WTA 1000 passe à 10 par saison (fin de l’alternance Doha / Dubaï), ces derniers devenant tous obligatoires et offrant tous 1000 points à la vainqueure (contre 900 points précédemment pour les tournois Premier 5).

### En simple dames
| Année |       |              |         |                               |                             |                              |                            |                            |                                |                             |  |                               |
| Doha  | Dubaï | Indian Wells | Miami   | Madrid                        | Rome                        | Canada                       | Cincinnati                 | Pékin                      |                                | Wuhan                       |  |                               |
| Doha  | Dubaï | Indian Wells | Miami   | Madrid                        | Rome                        | Canada                       | Cincinnati                 | Pékin                      | Guadalajara                    |                             |  |                               |
| Doha  | Dubaï | Indian Wells | Miami   | Madrid                        | Rome                        | Canada                       | Cincinnati                 | Pékin                      |                                |                             |  |                               |
| 2022  |       |              | WTA 500 | 1er tour (1/64) P. Martić     | 2e tour (1/32) D. Collins   | 1er tour (1/32) D. Kasatkina |                            | 1er tour (1/32) E. Mertens |                                | Hors calendrier             |  |                               |
| 2023  |       | WTA 500      |         | 1er tour (1/64) D. Yastremska | 1er tour (1/64) T. Townsend | 1er tour (1/64) A. Bogdan    | 3e tour (1/64) Zheng Q.    |                            |                                |                             |  |                               |
| 2024  |       |              |         |                               |                             |                              |                            |                            |                                | 1er tour (1/64) J. Cristian |  | 1er tour (1/32) A. Kalinskaya |
| 2025  |       |              |         |                               | 1er tour (1/64) C. Garcia   |                              | 1er tour (1/64) A. Krueger |                            | 1er tour (1/64) A. Tomljanović |                             |  |                               |

Sous le résultat, l’ultime adversaire.
1. 1 2   Les tournois de Doha et Dubaï alternent le statut de tournoi WTA 1000 (ex Premier 5) entre 2009 et 2023 : les trois premières éditions ont lieu à Dubaï, les trois suivantes à Doha, puis Dubaï accueille le tournoi de cette catégorie les années impaires et Dubaï les années paires. De 2011 à 2023, la ville qui n’accueille pas de WTA 1000 organise à la place un tournoi WTA 500 (ex Premier).
2. 1 2 3 4 5 6 7   L’ordre de déroulement des tournois a évolué depuis 2009 : Rome se dispute avant Madrid et Cincinnati avant Montréal/Toronto jusqu’en 2010, tandis que Tokyo (2009-2013)-Wuhan (2014-2019, 2024-)-Guadalajara (2022-2023) ont lieu avant Pékin jusqu’en 2023.
3. ↑  Le 1er décembre 2021, le président de la WTA, Steve Simon, annonce que tous les tournois prévus en Chine et à Hong Kong sont suspendus à partir de 2022, en raison de préoccupations concernant la sécurité et le bien-être de la joueuse de tennis chinoise Peng Shuai après ses allégations de relations sexuelles non-consenties avec Zhang Gaoli, membre de haut rang du Parti communiste chinois. Le tournoi de Pékin revient en 2023. Le tournoi de Guadalajara remplace celui de Wuhan pendant deux ans, ce dernier réapparaissant en 2024.

## Classements en fin de saison
| Année          | 2014 | 2015 | 2016 | 2017 | 2018 | 2019 | 2020 | 2021 | 2022 | 2023 | 2024 |
| Rang en simple | 789  | 397  | 402  | 563  | 261  | 223  | 273  | 90   | 71   | 114  | 94   |
| Rang en double | 933  | 415  | 505  | 557  | 287  | 199  | 178  | 128  | 50   | 52   | 87   |

Source : (en) Classements de Anna Bondár sur le site officiel de la Fédération internationale de tennis